# IC 3300
 IC 3300 ist eine Spiralgalaxie vom Hubble-Typ Sc im Sternbild Haar der Berenike am Nordsternhimmel. Sie ist schätzungsweise 297 Millionen Lichtjahre von der Milchstraße entfernt und hat einen Durchmesser von etwa 90.000 Lichtjahren.
Im selben Himmelsareal befinden sich u. a. die Galaxien IC 3276, IC 3302, IC 3316, IC 3321.
Das Objekt wurde am 23. März 1903 vom badischen und später deutschen Astronomen Max Wolf entdeckt.